# Хауа Милано, Элиас
Эли́ас Хосе́ Ха́уа Мила́но (исп. Elías José Jaua Milano; род. 17 декабря 1969) — венесуэльский государственный деятель, социолог и, в прошлом, профессор университета. Сын эмигрантов из Ливана. В 2000 годах был депутатом Национального законодательного собрания, в период с 2000 по 2001 годы — членом Секретариата при президенте. Его кандидатура была выдвинута на пост посла в Аргентину в 2002 году, но не подтверждена министерством иностранных дел Аргентины, так как Элиас Хауа имел связи с левыми движениями, в частности, Карапинтадас. С 27 января 2010 по 2012 год — вице-президент в администрации Уго Чавеса.
В декабре 2012 года намеревался баллотироваться на пост губернатора штата Миранда. В связи с этим, президент Чавес выдвинул кандидатуру Николаса Мадуро на пост вице-президента страны. Губернаторские выборы Хауа Милано проиграл, а 17 января 2013 года стал министром иностранных дел.
Элиас Хауа внесён в санкционные списки Канады (сентябрь 2017), Панамы (март 2018), Европейского союза (июнь 2018), Швейцарии (июль 2018) и США (июль 2018).